# Макс Манус
Макс Манус (повне ім'я — Максімо Гільєрмо Манус норв. Maximo Guillermo Manus; 1914-1996) — норвезький військовик, один з найвідоміших борців руху Опору проти німецької окупації Норвегії у період Другої світової війни.

## Біографія
Батько Макса, уроджений Юган Магнуссен, народився у Бергені. Після декількох років життя в іспаномовних країнах він змінив ім'я на Хуан Манус (Juan Manus). Потім він переїхав у Копенгаген, де одружився з данкою Гердою К'єруп. Всього у них народилося четверо дітей. Після розлучення батьків Макс з сестрою переїхали в Осло, де Макс отримав шкільну освіту. Через кілька років він з батьком і сестрою поїхав на Кубу (там після він став називати себе Максімо Гіллермо Манус).
В молодості Манус був моряком, плавав у різні країни і вже у кінці тридцятих повернувся до Норвегії. Макс Манус брав участь у радянсько-фінській війні. Повернувся в Осло у квітні 1940 року перед самим початком німецької окупації. Після початку війни став одним з перших активних учасників Опору: займався підпільною роботою: видавав нелегальні газети, друкував листівки, виготовляв саморобну зброю. Разом з друзями готував замах на Гіммлера і Геббельса перед їхнім візитом до Норвегії. Потрапив під підозру у гестапо, яке в січні 1941 року спробувало його заарештувати. Макс Манус дивом втік від переслідувачів, вистрибнувши у вікно, і переправився до Швеції.
Далі через територію СРСР він потрапив до Туреччини, найнявся там на вантажне судно, що йшло у США. Обігнувши на ньому мис Доброї Надії, через сім місяців Манус дістався до Штатів і Канади, де потрапив у військовий тренувальний табір, який готував диверсантів. Навчання він продовжив вже у Великій Британії, де закінчив диверсійну школу, приєднався до «роти Лінге» (Norwegian Independent Company No. 1) і в березні 1943 року був скинутий над територією Норвегії разом з групою товаришів. Молоді патріоти готували акти саботажу — виготовляли магнітні міни і керовані торпеди власної конструкції. За кілька місяців їм вдалося влаштувати вибухи і потопити кілька німецьких військових кораблів, що стояли в гавані Осло. На їхньому рахунку — потоплений корабель «Донау», висаджені приміщення архіву зі справами на декількох тисяч співвітчизників, котрі підлягали трудові повинності.
Найближчими соратниками Мануса були, зокрема, Грегерс Грам і Гуннар Сенстебю. Кілька людей з групи Мануса були схоплені, піддані тортурам і розстріляні. Грам, потрапивши до рук німців, покінчив життя самогубством, щоб не видати товаришів.
Після війни Манус став охоронцем короля Гокона VII і кронпринца Олафа. Також він займався підприємницькою діяльністю. Разом з Софусом Клаусеном вони заснували фірму «Clausen og Manus», що займалася виробництвом і збутом офісної техніки. У 1952 році фірма розділилася. Засноване Манусом акціонерне товариство Max Manus AS існує до цих пір, займаючись мультимедійними технологіями.
Ще в роки війни Манус зустрів «Тікко» (повне ім'я — Ida Nikoline «Tikken» Lie Lindebrække), яка у 1947 році стала його дружиною. Незважаючи на те, що у Мануса в наступні роки були проблеми з алкоголем, вони були разом до самої його смерті.
20 вересня 1996 року Макс Манус помер в рідному Бергені після хвороби, викликаної наслідками невдалого падіння зі сходів.

## Фільм
У 2008 році на екрани Норвегії вийшов фільм «Макс Манус: Людина війни», присвячений життю героя. Фільм мав величезний успіх як в Норвегії, так і за кордоном, і став одним з найуспішніших проектів в історії норвезького кінематографу.